# Pacific Steam Navigation Company
Pacific Steam Navigation Company (сокр. PSNC) — британская судоходная компания XIX — начала XX веков, работавшая вдоль тихоокеанского побережья Южной Америки. В 1840 году стала первой компанией, которая начала использовать пароходы для коммерческих перевозок в Тихом океане.

## История
Компания была основана Уильямом Уилрайтом в Лондоне в 1838 году и начала свою деятельность в 1840 году, когда два её парохода Chile and Peru начали перевозку почты. Портами захода судов были Вальпараисо, Кокимбо, Уаско, Копьяпо, Кобиха, Икике, Арика, Ислай, Писко и Кальяо. В 1846 году компания расширила свои маршруты, включив в них Уанчако, Ламбаек, Пайта, Гуаякиль, Буэнавентура и Панаму.
В 1852 году Pacific Steam Navigation Company получила контракт на почтовую рассылку британского правительства в западной части Южной Америки. Также были проложены два прямых маршрута: Ливерпуль — Кальяо в 1868 году и Лондон — Сидней в 1877 году. В 1905 году маршрут Лондон — Сидней был продан другой компании — Royal Mail Steam Packet Company (RMSP), которая купила всю Pacific Steam Navigation Company в 1910 году.
Название и маршруты RMSP сохранялись до тех пор, пока судоходная компания Furness Withy не выкупила её 1965 году. После этого отдельная структура Pacific Steam Navigation Company была упразднена, а её суда были переименованы, что фактически означало конец существования компании.
- Некоторые суда, принадлежащие PSNC
- Cotopaxi
- Oronsa
- Victoria